# Oskar Böhm
Oskar Böhm (* 6. Januar 1916 in Kandel (Pfalz); † 27. Juni 2001 ebenda) war ein deutscher Politiker (SPD).

## Leben
Böhm besuchte die Volksschule und machte 1930 bis 1933 eine Lehre als Industriekaufmann. Er besuchte die Fach- und Berufsschule und war 1933 bis 1936 kaufmännischer Angestellter. 1936 bis 1937 leiste er Dienst beim Reichsarbeitsdienst und war danach bei der Wehrmacht und leistete Kriegsdienst (zuletzt Hauptwachtmeister einer Nachrichtenabteilung). 1945/1946 war er in amerikanischer und französischer Kriegsgefangenschaft. 1946 bis 1957 war er Leiter
der Arbeitsamtsnebenstelle Kandel.

## Politik
1928 bis zur Machtergreifung der Nationalsozialisten war Böhm Mitglied der SAJ, Leiter des SAJ-Bezirks Kandel und Mitglied des Reichsbanners Schwarz-Rot-Gold.
1946 wurde er Mitglied des Kreistags und des Kreisausschusses Germersheim und 1952 Mitglied des Stadtrats Kandel, Beigeordneter. 1953 wurde er ehrenamtlicher und 1957 hauptamtlicher Bürgermeister der Stadt Kandel (Pfalz). Von 1972 bis 1981 war er Verbands- und Stadtbürgermeister in Personalunion. Danach war er noch bis 1989 ehrenamtlicher Stadtbürgermeister von Kandel.
Er gehörte von 1963 bis 1975 für die SPD dem Landtag Rheinland-Pfalz an. 1969 war er Mitglied der 6. Bundesversammlung.
In der SPD war er Vorsitzender des SPD-Unterbezirks Germersheim bzw. Südpfalz, Ehrenvorsitzender der SPD Kreis Germersheim und Mitglied des SPD-Bezirksvorstands Pfalz.

## Weiteres Engagement
1946 beteiligte sich Böhm an der Gründung des Männergesangvereins Volkschor Kandel. Von 1955 bis 1995 war er Vorsitzender des Trägervereins der Volkshochschule in Kandel. Er war 1963 Mitbegründer und bis 1990 auch Vorsitzender der Bienwald-Karnevalsgesellschaft Die Krautköpp.

## Ehrungen
- Die Marie-Juchacz-Plakette der Arbeiterwohlfahrt wurde ihm 1982 verliehen.
- Er wurde 1991 zum Ehrenbürger von Kandel ernannt und war Ehrenbürger von Whitworth.
- Bundesverdienstkreuz am Bande (1971)
- Bundesverdienstkreuz Erster Klasse (1975)
- Ritterstufe des französischen Verdienstordens (1977)
- Freiherr-vom-Stein-Plakette
- Verdienstorden des Landes Rheinland-Pfalz (1994)